# Чича Горио
Чича Горио (фр. Le Père Goriot) је роман француског романописца Онореа де Балзака, из 1835. године. Део је великог циклуса који је Балзак назвао Људска комедија. Радња романа смештена је у Паризу у 1819. и прати испреплетене животе становника пансиона госпође Вокер, посебно се фокусирајући на старијег Горија, мистериозног криминалца по имену Вотрен и студента права Ежена де Растињака.
Првобитно објављен у серијској форми током зиме 1834–1835, Чича Горио се широко сматра Балзаковим најважнијим романом. То је прва озбиљна употреба ликова који су се појавили и у другим Балзаковим књигама, што је техника која издваја Балзакову фикцију. Роман је такође забележен као пример његовог реалистичког стила писања, користећи ситне детаље за стварање карактера и подтекста.
Радња романа се одвија током Бурбонске рестаурације, која је донела дубоке промене у француском друштву. Борба појединаца да обезбеде виши друштвени статус је главна тема у књизи. Град Париз такође импресионира ликове, посебно младог Растињака, који је одрастао у провинцијама јужне Француске. Балзак анализира, преко Горија и других, природу породице и брака, дајући песимистичан поглед на ове институције.
Роман је наишао на различите критике. Неки критичари су хвалили аутора због његових сложених ликова и пажње на детаље, док су га други осуђивали због многих приказа корупције и похлепе. Омиљена Балзакова књига, брзо је стекла широку популарност и често је адаптирана за филм и позоришну сцену. То је довело до француског израза Rastignac, друштвеног пењача који је спреман да употреби било које средство да поправи своју ситуацију.

## Позадина

### Историјска позадина
Роман се ослања на неколико историјских догађаја који су уздрмали француски друштвени поредак у кратком периоду: Француска револуција, која је довела до Прве републике и Наполеонов успон, пад и повратак куће Бурбона. Прича у роману Чича Горио почиње јуна 1819, четири године након Наполеоновог пораза код Ватерлоа и Бурбонске рестаурације. Осликава растућу напетост између аристократије, која се вратила са краљем Лујем XVIII, и буржоазије коју је произвела индустријска револуција. Иако је племићка титула и даље на цени, иако се места у високој друштвеној администрацији по правилу додељују припадницима племства, буржоазија је снажнија од племства зато што је богатија. У овом периоду, Француска је доживела заоштравање друштвених структура, са нижом класом оптерећеном огромним сиромаштвом. Према једној процени, скоро три четвртине Парижана није зарађивало 500–600 франака годишње, неопходних за минимални животни стандард. У исто време, овај преокрет је омогућио друштвену мобилност незамисливу током периода Ancien Régime. Појединци вољни да се прилагоде правилима овог новог друштва понекад би могли да се попну у његове горње ешалоне из скромног порекла, на велико гнушање успостављене богате класе.

### Књижевна позадина
Када је Балзак почео да пише роман Чича Горио 1834. године, већ је био аутор неколико десетина књига, укључујући и низ оних објављених под псеудонимом. Године 1829. објавио је Шуани, први роман на који се потписао својим именом. Потом су уследили Луј Ламбер (1832), Пуковник Шабер (1832) и Шагринска кожа (1831). Отприлике у то време, Балзак је почео да организује своја дела у низ романа које је на крају назвао Људска комедија, подељених на делове који представљају различите аспекте живота у Француској током раног XIX века.
Један од ових аспеката који је фасцинирао Балзака био је живот злочина. У зиму 1828–29, француски преварант који је постао полицајац по имену Ежен Франсоа Видок објавио је пар сензационализованих мемоара у којима прича о својим злочиначким подвизима. Балзак је упознао Видока у априлу 1834. и искористио га је као модел за лик по имену Вотрен који је планирао за нови роман.

## Писање и објављивање
У лето 1834. године, Балзак је почео да ради на трагичној причи о оцу којег су његове ћерке одбациле. Његов дневник бележи неколико недатираних редова о заплету: „Субјекти стари Горио – Добар човек – конак за средњу класу – приход од 600 фр. – који се оголио за своје ћерке које обе имају приход од 50.000 фр. – умире као пас.” Први нацрт романа Чича Горио написао је за четрдесет јесењих дана и објављен је као серијал у Revue de Paris (Париска ревија) између децембра и фебруара. Као самостално издање у марту 1835. издао га је Едмонд Вердет, који је такође објавио друго издање у мају. Ревидирано треће издање је 1839. објавио Шарпентије. Балзак је по свом обичају правио обилне белешке и измене на доказима које је добијао од издавача, тако да су се каснија издања његових романа често значајно разликовала од првобитних. У случају Чича Горија, он је променио бројне ликове у особе из других романа које је написао, и додао нове пасусе.
У првом издању књиге роман је подељен на седам поглавља:
- у првом издању:[13]
  - Une Pension bourgeoise (Буржоаски пансион);
  - Les Deux Visites (Две посете);
  - L'Entrée dans le Monde (Улазак у свет);
- у другом издању:[14]
  - L'Entrée dans le Monde (Suite) [Улазак у свет (наставак)];
  - Trompe-la-Mort (Лажи-Смрт);
  - Les Deux Filles (Две ћерке);
  - La Mort du Père (Очева смрт).

Лик Ежена де Растињака појавио се као старац у Балзаковом ранијем филозофском роману Шагринска кожа. Док је писао први нацрт Чича Горије, Балзак је лик назвао Масијак, али је накнадно одлучио да искористи исти лик из Шагринске коже. Остали ликови су промењени на сличан начин. То је била његова прва структурирана употреба ликова који се понављају, и пракса чија су дубина и строгост карактерисали његове романе.
Године 1843. Балзак је ставио Чича Горија у одељак Људска комедија у делу Слике из париског живота (фр. Scènes de la vie parisienne). Убрзо након тога, извршио је рекласификацију, због интензивног фокуса на приватне животе њених ликова, као једну од Слика из приватног живота. Ове категорије и романи у њима били су његов покушај да створи корпус дела „који приказује читаво друштво, и скицира га у неизмерности његовог метежа“. Иако је за Људску комедију припремио само мали претходник, под називом Les Études de Mœurs, Балзак је у то време пажљиво разматрао место сваког дела у пројекту и често је мењао његову структуру.

## Сиже
Роман почиње проширеним описом Пансиона Вокер, у париској улици Нев Сент Женевјев прекривеног виновом лозом, у власништву удовице госпође Вокер, рођеном де Конфлан. Међу становницима су студент права Ежен де Растињак, мистериозни агитатор по имену Вотрен и старији пензионисани произвођач вермичела по имену Жан Жоашен Горио. Старца често исмевају остали станари, који убрзо сазнају да је банкротирао јер је додатно издржавао своје две добро удате кћерке.
Растињак, који је дошао у Париз са југа Француске, постаје привучен вишом класом. Има потешкоћа да се уклопи, али његова рођака, Виконтеса де Бозеан, подучава га начелима високог друштва. Ежен се заљубљује у једну од Горијевих ћерки, Делфину, и извлачи новац од своје ионако сиромашне породице. Вотрен, у међувремену, покушава да убеди Растињака да се посвети неудатој жени по имену Викторина, чије породично богатство блокира само њен брат. Подучава Растињака да ослободи пут тако што ће убити њеног брата у двобоју.
Растињак одбија да прихвати заверу, одбијајући идеју да мора неког да убије како би стекао богатство, али примећује Вотренове махинације. Ово је лекција о суровим реалностима високог друштва. Убрзо, станари сазнају да полиција тражи Вотрена, за којег је откривено да је главни криминалац под надимком Лажи-Смрт. Вотрен у међувремену организује да пријатељ убије Викторининог брата, а полиција га хапси.
Горио, који подржава Еженово интересовање за његову ћерку, бесни због тиранске контроле њеног мужа над њом и немогућности да јој помогне. Када га друга ћерка, Анастазија, обавести да је продала породични накит свог мужа како би платила дугове свог љубавника, старац је обузет тугом због сопствене немоћи и доживео је мождани удар.
Делфина не посећује Горија док лежи на самртној постељи, а Анастазија стиже прекасно, тек када је изгубио свест. Пре смрти, Горио је огорчен због њиховог непоштовања њега као оца. Његовој сахрани присуствују само Растињак, слуга по имену Кристоф и два плаћена гробара. Горијеве ћерке, уместо да буду присутне на сахрани, шаљу своје празне кочије, с грбовима грофа де Ресто и барона де Нисенжан. Након кратке церемоније, Растињак се окреће ка Паризу док вечерња светла почињу да се пале. Разочаран, испуњен презиром и мржњом према париском друштву које је упознао у свој његовој окрутности. И поред тога не напушта га жеља да постигне успех у том друштву. Одлази да вечера са Делфином, и изјављује граду: „А сад је на нас двоје ред!” (фр. À nous deux, maintenant!).

## Стил писања
Балзаков стил у роману Чича Горио је под утицајем америчког романописца Џејмса Фенимора Купера и шкотског писца Валтера Скота. У Куперовим представљању Индијанаца, Балзак је видео људско варварство. У предговору за друго издање 1835. године, Балзак је написао да је насловни лик Горио, који се обогатио продајом вермичела у време широко распрострањене глади, био „Илиноис трговине брашном” и „Хурон тржишта житарица”. Вотрен говори о Паризу као о „шуми Новог света у којој се сукобљава двадесет врста дивљих племена”, што је још један знак Куперовог утицаја.
Скот је такође имао дубок утицај на Балзака, посебно у коришћењу стварних историјских догађаја као позадину за своје романе. Иако историја није централна за Чича Горију, пост-аполеонова ера служи као важан амбијент, а Балзакова употреба педантних детаља одражава утицај Скота. У свом уводу у Људској комедији из 1842. године, Балзак хвали Скота као „модерног трубадура” који је „оживео [књижевност] духом прошлости”. Истовремено, Балзак је оптужио шкотског писца да романтизује историју, и покушао је да разликује своје дело са уравнотеженијим погледом на људску природу.
Иако се о роману често говори као о „мистерији“, он није пример комедије или детективске фикције. Уместо тога, централне загонетке су порекло патње и мотивација необичног понашања. Ликови се појављују у фрагментима, са кратким сценама које пружају мале назнаке о њиховом идентитету. Вотрен на пример, упада и излази из приче, нуди савете Растињаку, исмијава Горија, подмићује слугу Кристофа да га пусти унутра после радног времена, пре него што се открије да је велики криминалац. Овај образац људи који улазе и излазе из видокруга одражава Балзаково представљање ликова у Људској комедији.

### Ликови у књизи
- Чича Горио — удовац, пензионисани фабрикант тестенина и отац две кћерке Анастазију и Делфину. У почетку живи у најбољем стану у Пансиону Вокер али на крају постаје сиромашан те се сели у једну од најлошијих соба на трећем спрату. Своје богатство, које је стекао за време Француске револуције, потрошио је на раскошне животе својих кћери. Зетови га не воле и прекидају контакт са њим. Постаје пријатељ са Еженом и подржава његове односе са Делфином. Умире сам, а на сахрани уместо породица његових  кћерки, долазе празна кочија.
- Ежен де Растињак — двадесетдвогодишњи младић из околине Ангулема који је дошао у Париз на студије права. Долази у Париз како би изградио каријеру и помогао својим родитељима. У почетку показује наклон према Анастазији али након неуспеха код ње, обраћа се својој даљој рођаци де Бозен која га саветује да се посвети Делфини. Истински заљубљен у њу, долази у искушење да се одрекне својих моралних начела, како би подржао њен расипнички и раскошни стил живота. У једном периоду постоји назнаке да ће завести Викторину Тајфер и убити њеног брата како би наследили велико богатство. Постаје пријатељ Горија и једини је станар пансиона који ће присуствовати његовој сахрани.
- Вотрен — четрдесетогодишњи станар Пансиона Вокер који до краја остаје мистериозан лик. Сазнаје се да је заправо одбегли криминалац Жак Колен, звани Лажи–Смрт. На први поглед весео и симпатичан станар који носи перику и лажне бркове. Саветује Ежена да заведе Викторину, убије њеног брата и ожени богату наследницу. Организује убиство Викторијиног брата. Његов сан да поседује плантажу на америчком југу осујете Гондиро и Паоре, тако што му намештају замку за хапшење.
- Виконтеса де Бозеан — једна од најбогатијих и најпознатијих аристократа у Паризу и даља рођака Ежена де Растињака. Помаже саветима своме рођаку како да се пробије и позиционира у паришко друштво. Поред брака, има љубавну везу са маркизом д'Ажида Пенто. Једна од последња у Паризу сазнаје за његову веридбу са другом женом. Погођена овим, одлучује да напусти град како не би била центар градског оговарања.
- Анастасија де Ресто — Горијева ћерка и грофица де Ресто. Сматрало се да има „најлепши стас у Паризу”. И поред симпатија према Ежену, на његову помен чиче Горија, она му забрањује посете и дистанцира се од дружења са њим. Има љубавну везу са Максимом де Трајем.
- Делфина де Нисенжан — друга ћерка Горија која је удата за банкара и барона де Нисенжан. Између ње и боље удате сестре Анастазије постоји ривалство за положај у друштву.
- Госпођа Вокер —  удовица господина Вокера, рођена де Конфлан, која већ четрдесет година држи „пансион у за средњи сталеж” у Улици Нев Сент Женевјев. Штедљива и прорачуната власница, у почетку жели да заведе богатог станара, господина Вокера. Како се његово богатство троши, тако и она губи интересовање за њега. На крају жели да узме његов медаљон са праменом косе његових кћери али јој Ежен не дозвољава.
- Викторина Тајфер — лепа, бледолика и млада девојка под заштитом госпође Кутир. Њен отац не жели да је призна за ћерку и сво богатство жели да остави сину. Сваке недеље одлази у цркву а на сваких петнаест дана на исповест. Неколико година заредом одлази код оца да га моли за милост али он одбија да је прими. Заљубљена је у Ежена де Растињака и једно време верује да ће се удати за њега. Када Вотрен намешта убиство њеног брата, она постаје наследница свога оца али није срећна том чињеницом.
- Госпођица Мишоно — стара девојка која је живела на трећем спрату пансиона. Често се дружила са господином Поарем.
- Орас Бјаншон — студент медицине и пријатељ Ежена де Растињака. Долази на ручак у пансион. Брине о Горију у његовим последњим тренуцима.
- Грофица де Ламберменил — удовица погинулог генерала која је накратко живела у пансиону госпође Вокер. Са својих 36 година, чекала је да јој се среди пензија покојног супруга. Због ње је госпођа Вокер више обраћала на храну и изглед пансиона, а грофица јој је обећавала да ће јој довести две богате пријатељице, бароницу де Вомерланд и удовицу пуковника Пикоазоа, за станарке.
- Госпођа Кутир — удовица комесара републиканске војске и даља рођака мајке Викторине Тајфер, код које је она и преминула. Брине се о Викторини као о својој  кћерци и побожна је католкиња. Сваке недеље одлази са Викторином на мису. Живела је на првом спрату у најбољем стану у пансиону госпође Вокер.
- Господин Поаре — старац, становник пансиона са другог спрата. Носио је качкет и стари штап са дршком од слонове кости. Добар је пријатељ госпође Мишоно.
- Силвија — дебела куварица у Пансиону Вокер која често воли да оговара станаре пансиона.
- Кристоф — покућар Пансиона Вокер који једини, поред Ежена, присуствује сахрани чиче Горија. Позајмљује Ежену новац да плати гробара. Један је од ретких станара који лепо прича о старом фабриканту.
- Гроф де Ресто — муж Анастазије. Дозвољава јој да има љубавни однос са Максимом де Трај, али презире њеног оца и не дозвољава јој посету.
- Барон де Нисенжана — муж Делфине, богати банкар и ројалиста. У браку нема љубави и он јој не дозвољава да посети оца Горија.
- Максим де Трај — гроф и љубавник Анастазије де Ресто. Њихова афера је позната Анастазијином мужу и он је толерише. Максим је велики коцкар и због тог порока упада у дугове. На крају је оставља са много дугова а она сазнаје и да ју је варао.
- Де Марсеј — љубавник Делфине де Нисинжен са којим она покушава да се пробије у више племићко друштво своје сестре. Он не мари превише за Делфину и на крају је напушта.
- Маркиз д'Ажида Пенто — маркиз и један од најбогатијих португалских племића са којим је виконтеса де Бозеан била у вези. Верен је за госпођицу де Рошфид.
- Тајфер — немилосрдни отац Викторине Тајфер, који се одриче кћерке како би сво богатство остало његовом сину.
- Госпођа де Марсијак — тетка Ежена де Растињака која је некада одлазила на двор и имала познанства међу племићима са којима је покушала да обнови односе, како би помогла Еженовом пробоју у париско друштво.
- Гопсек — чувени зеленаш у Улицу де Гре.
- Војвоткиња де Ланже — најбоља пријатељица виконтесе де Бозеан која јој преноси поруку да се њен маркиз верио.
- Господин Гондиро — полицајац који води истрагу против Вотрена. Нуди награду госпођи Мишоно уколико му помогне у разоткривању криминалца.
- Госпођица де Рошфид — једна од кћерки господина де Рошфид и вереница маркиза д'Ажида Пентоа.

### Понављајући ликови
Чича Горио, посебно у свом ревидираном облику, означава важан рани пример Балзаковог заштитног знака употребе ликова који се понављају. Особе из ранијих романа појављују се у каснијим делима, обично током значајно различитих периода живота. Задовољан ефектом који је постигао повратком Растињака, Балзак је укључио 23 лика у прво издање Чича Горија који ће се поновити у каснијим делима. Током његових ревизија за каснија издања број се повећао на 48. Иако је Балзак раније користио ову технику, ликови су се увек изнова појављивали у мањим улогама, као скоро идентичне верзије истих људи. Растињакова појава показује, по први пут у Балзаковој фикцији, позадинску причу у дужини романа која осветљава и развија лик који се враћа.
Балзак је експериментисао са овом методом током тридесет година док је радио на Људској комедији. Омогућио је дубину карактеризације која је надилазила обичну нарацију или дијалог. „Када се ликови поново појаве“, примећује критичар Семјуел Роџерс, „они не излазе ниоткуда; они израњају из приватности сопствених живота коју нам, извесно време, није било дозвољено да видимо“. Сложеност живота ових ликова је неизбежно навела Балзака да направи грешке у хронологији и доследности, грешке се сматрају мањим у укупном обиму пројекта. Читаоци су чешће узнемирени огромним бројем људи у Балзаковом свету и осећају се лишеним важног контекста за ликове. Детективски романописац Артур Конан Дојл рекао је да никада није покушао да чита Балзака, јер „није знао одакле да почне“.
Овај образац поновне употребе ликова имао је реперкусије на радњу романа Чича Горио. Поновно појављивање барона де Нисенжана у причи La Maison Nucingen (1837) открива да је љубавну везу његове жене са Растињаком планирао и координирао сам барон. Овај нови детаљ баца значајно светло на поступке сва три лика из Чича Горија, допуњујући еволуцију њихових прича у каснијем роману.

### Реализам
Балзак користи педантне, обилне детаље да опише Пансион Вокер, његове становнике и свет око њих. Ова техника писања донела је Балзаку надимак Оца реалистичког романа. Детаљи се углавном фокусирају на беспарицу становника пансиона Вокер. Много мање замршени су описи богатијих домова; салон госпође де Бозеан посвећује се оскудна пажња, а породица Нисенжан  живи у кући која је скицирана до најситнијих детаља.
На почетку романа Балзак изјављује (на енглеском): „All is true“. Иако су ликови и ситуације фикција, употребљени детаљи, и њихов одраз реалности живота у Паризу у то време, верно приказују свет Пансиона Вокер. Драма је „толико истинита да свако може уочити њене битне састојке, можда чак и у свом срцу”, наводи писац. Опис кварта Нев Сент Женевјев (где се налази кућа) представља „мрачан поглед на куће, и наговештај затвора око тих високих баштенских зидова“. Унутрашњост куће је помно описана, од отрцане дневне собе („Ништа не може бити депресивније“) до облога на зидовима које приказују гозбу („папири које би мала приградска кафана презирала“), ироничан украс у кућа позната по сиромашној храни. Балзак је за овај некадашњи детаљ захвалио стручности свог пријатеља Ијасента де Латуша, који је био обучен у пракси качења тапета. Кућа је чак дефинисана својим одбојним мирисом, јединственим за сиромашне пансионе.

## Теме
Роман Чича Горио је сложене структуре, типолошки вишезначан те се може одредити и као друштвени роман, и криминалистички и љубавни и роман о васпитању или о развоју карактера.
Балзак непосредно и верно приказује стварност, аналитички поступа у обради, заузима критички однос према савременим појавама и ликовима, приказује представнике различитих друштвених слојева. Писац даје широку и верну аналитичку слику друштва пратећи своје ликове у њиховом развоју, сазревању, кретању у различитим друштвеним круговима. Поред тога, у роману се јавља заплет карактеристичан за криминалистичке романе. Носилац тог значењског дела романа је тајанствени лик Вотрен. У роману су приказана и три љубавна троугла. Први је између Растињака, Делфине и Викторине Тајфер. Виконтеса Де Бозеан воли маркиза Ажида-Пинто, а Анастазија де Ресто је у вези са грофом Максимом де Трајем. Лик главног јунака Ежена де Растињака дат је у развоју па се роман може одредити и као роман о васпитању или о развоју карактера.
Љубавни односи јунака у потпуности су условљени материјалним интересима. Виконтесу де Бозеан напушта љубавник да би се оженио богатом удавачом, грофица де Ресто задржава свог љубавника плаћајући његове велике дугове. Веза између Растињака и Делфине почива на узајамном интересу. Растињаку је Делфина потребна да би успео у високом друштву, а њој, ћерци трговца и жени банкара, потребан је Растињак за улазак у салон виконтесе Де Бозеан.
У роману се може пратити и заплет карактеристичан за криминални роман. Господин Вотрен, у подземљу познат као Лажи-Смрт, бивши робијаш, за којим трага полицијски агент Гондиро бива коначно откривен захваљујући госпођици Мишоно.

### Социјално раслојавање
Једна од главних тема у Чича Горију је потрага за разумевањем и уздизањем слојева друштва. Повеља из 1814. коју је дао краљ Луј XVIII успоставила је „правну земљу“ која је дозвољавала само малој групи најбогатијих људи у нацији да гласа. Дакле, Растињакова тежња да постигне друштвени статус је доказ не само његове личне амбиције већ и жеље да учествује у политичком телу. Као и код Скотових ликова, Растињак својим речима и поступцима оличава цајтгајст у којем живи.
Својим ликовима и нарацијом Балзак разоткрива социјални дарвинизам овог друштва. У једном посебно грубом говору, иконтеса де Бозеан каже Растињаку:
Уколико хладније будете рачунали, утолико ћете боље успети. Ако хоћете да вас се свет боји, удрите без милости. Људе и жене сматрајте за поштанске коње које ћете на свакој станици остављати да цркну, па ћете остварити све своје жеље. Запамтите да нећете бити нико и ништа ако не будете имали, жену која ће се заузимати за вас. Она треба да буде млада, богата и отмена. Али, кријте као благо свако истинито осећање; не дајте ни да га наслуте, јер ћете пропасти. Нећете више бити џелат, већ ћете постати жртва. Ако икога заволите, чувајте добро своју тајну! Немојте је одати док добро не проверите коме ћете отворити своје срце.
Овај став даље истражује Вотрен, који каже Растињаку:
Тајна великих богатстава чије се порекло не зна сматра се заборављеним злочином зато што је прописно извршен.

### Утицај Париза
У роману су приказана друштвене стратификације Париза, можда најгушће насељеног града у Европи у том времену. Еженово посећивање различитих градских квартова, води читаоца у веома различите светове, који се разликују по својој архитектури и одражавају класу њихових становника. Париз је у пост-наполеоновској ери био подељен на различите четврти. Три од њих су приказане у роману Чича Горио: аристократска област предграђе Сен Жермен, нова луксузна четврт улице Шосе д'Антен и запуштена област на источној падини у Улици Нев Сент Женевјев.
Ове четврти града служе као микрокосмоси којима Ежен настоји да овлада, док Вотрен, насупрот томе, делује скривено, крећући се међу њима неоткривено. Ежен, као наивни младић са села, тражи у овим световима нови дом. Париз му нуди прилику да напусти своју далеку породицу и преобрази себе. Његов урбани егзодус је сличан оном код многих људи који су се доселили у француску престоницу, удвостручивши њену популацију између 1800. и 1830. Текстура романа је стога нераскидиво повезана са градом у који је смештен; „Париз“, објашњава критичар Питер Брукс: „је надолазеће присуство које роману даје посебан тон“. Он наводи да град добија форму лика, на исти начин као у делу Звонар Богородичине цркве и Лондон у делима Чарлса Дикенса. Балзак приказује париско друштво као немилосрдно раслојено, покварено, неморално и опседнуто новцем. Поред тога, протагонисти који живе у његовим квартовима представљени су у савршеном складу са својим окружењем.
Млади људи су Тантали у Паризу каже писац. Они се боре против самих себе и увек остају победници. Млади људи су гладни успеха, славе, богатства, провода, лепоте. Све што се чини да је надохват руке у исто време је и недостижно. Пред толиким искушењима право је чудо каже писац, како је мало злочина и преступа које врше млади људи.

### Корупција
Растињак, Вотрен и Горио представљају појединце искварене својим жељама. У својој жеђи за напредовањем, Растињак је упоређен са Фаустом, са Вотрином као Мефистофелом. Критичар Пјер Барбери назива Вотреново саветовање Растињаку „једним од великих тренутака Људске комедије, и без сумње целе светске књижевности”. Друштвени преврат у Француској пружа Вотрену платформу за идеологију засновану искључиво на личном напредовању и он подстиће Растињака да уради исто.
Ипак, већа друштвена структура је та која коначно преплављује Растињакову душу а Вотрен само објашњава методе и узроке. Иако одбија Вотринову понуду за убиство, Растигнац подлеже принципима бруталности на којима се гради високо друштво. До краја романа, он каже Бјаншону: „Ја сам у паклу, и немам избора него да останем тамо”.
Док Растињак жуди за богатством и друштвеним статусом, Горио чезне само за љубављу својих ћерки: чежњом која се граничи са идолопоклонством. Пошто он представља буржоаско богатство стечено трговином, а не аристократску примитивну акумулацију, његове ћерке радо узимају његов новац, али ће га виђати само насамо. Чак и док умире у крајњем сиромаштву, на крају књиге продаје своје мало преосталог иметка како би обезбедио своје ћерке како би могле да изгледају сјајно на балу.

### Породични односи
Односи између чланова породице следе два шаблона: брачне везе служе углавном као макијавелистички начин за постизање финансијских циљева, док обавезе старије генерације према младима имају облик жртвовања и лишавања. Делфина је заробљена у безљубавном браку са бароном де Нисенжана, вештим банкaром. Он зна за њене ванбрачне афере и користи их као средство за изнуду новца од ње. Анастазија, с друге стране, удата је за грофа де Рестоа, који мање брине о њеној ванбрачној деци него о драгуљима које продаје да би обезбедила свог љубавника, који је притом вара и користи. Овај приказ брака као оруђа моћи одражава сурову реалност нестабилних друштвених структура тог времена.
Родитељи, у међувремену, дају бескрајно својој деци. Горио жртвује све за своје ћерке. Балзак га у роману назива „Христом очинства“ због његових сталних патњи за своју децу. Чињеница да су га оне напустиле, изгубљене у потрази за друштвеним статусом, само појачава његову патњу. Крај књиге супротставља Горијове самртне тренутке са свечаним балом који организује госпођа де Бозеан, на коме су присутне његове ћери, као и Растињак, сугеришући фундаментални раскол између друштва и породице.
Издаја Горијевих ћерки се често пореди са издајом ликова у Шекспировом Краљу Лиру, а Балзак је чак оптужен за плагијат када је роман први пут објављен.  Расправљајући о овим сличностима, критичар Џорџ Сенсбери тврди да су Гориове ћерке „једнако сигурно убице свог оца као Лирове ћерке Гонерил и Реган”. Међутим, како Херберт Џ. Хант истиче у Балзаковој Људској комедији, Гориоова прича је на неки начин трагичнија, јер „он има Реган и Гонерилу, али нема Корделију“.
Прича о болним односима Горија са његовом децом такође се може тумачити као трагикомична парабола о паду Луја XVI. У кључном тренутку филијалног сентимента у Балзаковом роману, Вотрен улази певајући O Richard, O mon roi, ројалистичку химну која је предизазвала Октобарске дане 1789. године и евентуални пад Луја XVI; веза која је била моћна за читаоце Балзака у 1830-им годинама. Неосновано веровање у очинску легитимност пратила је и Горија и Луја XVI до гроба.
Породица Растињака, осиромашени племићи, такође се жртвује за Ежена. Ежен машта о успеху, слави, новцу, љубави, а приморан је да живи у сиромашном, бедном пансиону Вокер. Уверен да не може постићи пригодан статус у Паризу без значајног приказа богатства, он пише породици и моли их да му пошаљу новац: „Добра моја мајко, продај који стари накит, ја ћу ти ускоро набавити други”. Они му шаљу захтевани новац, иако то није директно описано у роману, и подносе значајне тешкоће због тога. Његова породица, одсутна док је у Паризу, постаје још даља упркос овој жртви. Иако су Горио и Вотрен нуде као очинске фигуре, до краја романа њих више нема и он остаје сам.

## Пријем и наслеђе
Чича Горио се широко сматра Балзаковим есенцијалним романом. Његов утицај на француску књижевност је значајан, што потврђује изјава романисте Фелисијена Марсоа: „Сви смо ми деца Чича Горија”. Brooks refers to its "perfection of form, its economy of means and ends". Брукс говори о његовој „савршености форме, економији средстава и циљева”. Мартин Канес, пак, у својој књизи Le Pére Goriot: Anatomy of a Troubled World, назива га „основом Људске комедије”. Он је централни текст обимног студијског рада Антонија Пуа Balzac's Recurring Characters, а целе главе написане су о детаљима Пансиона Вокер. Због важности овог романа у изучавању француске књижевности, Чича Горио је преведен више пута на многе језике.
Прве рецензије књиге су биле различите. Неки критичари су оптужили Балзака за плагијат или да је читаоце преплавио детаљима и да је приказао поједностављену слику париског високог друштва. Други су нападали упитне морале карактера, наговештавајући да је Балзак крив за легитимацију њихових ставова. Осуђен је што у роману није укључио више особа с поштеним намерама. Балзак је одговорио са презиром; у другом предговору из 1835. написао је: „Јадан човек! Његове кћери су одбиле да га признају јер је изгубио своје богатство; сада су га критичари одбацили уз изговор да је неморалан”.
Многи критичари тог времена су, међутим, били позитивни: рецензија у Le Journal des femmes је објавила да Балзаково око „продире свуда, попут лукаве змије, да би испитало најинтимније тајне жена“. Друга рецензија, у La Revue du théâtre, похвалила је његову „задивљујућу технику детаља”. Бројне критике, позитивне и негативне, биле су доказ популарности и успеха књиге. Критика једног издавача одбацила је Балзака као будоар писца, иако му је предвиђала „кратку каријеру, али славну и завидну“.
Сам Балзак је био изузетно поносан на ово дело, изјављујући изјавивши чак и пре него што је последњи део објављен: „Чича Горио је велики успех; моји најжешћи непријатељи морали су да поклекну. Тријумфовао сам над свиме, како над пријатељима тако и над завидницима”. По свом обичају, преправљао је роман између издања и у поређењу са другим романима, међутим, Чича Горио је имао мање промене у односу на своју почетну верзију.
Према уреднику Norton Critical Edition, Питеру Бруксу, књига се сада сматра „најпопуларнијим од безброј Балзакових дела“ и „класиком европске књижевности из XIX века“, што је помало иронично у светлу рецензија и Балзакове репутације у његово време.
У годинама након објављивања, роман је често адаптиран за филм и позорницу. Две позоришне представе 1835. године. само неколико месеци након објављивања књиге, одржале су њену популарност и повећале поштовање јавности према Балзаку. У XX веку произведен је велики број филмских верзија, укључујући адаптације које су режирали Траверс Вале (1915), Жак де Баронсели (1922) и Педи Расел (1968). У међувремену, име Растињак је постало иконично на француском језику; Растињак је синоним за особу која је спремна да се попне на друштвеној лествици по сваку цену..
Још један добро познат цитат из ове Балзакове књиге је када Вотрен каже Ежену: „Под том претпоставком предложићу вам нешто што нико не би одбио” (фр. Dans ces conjonctures, je vais vous faire une proposition que personne ne refuserait). Ово је прерадио Марио Пузо у роману Кум (1969) и његова филмска адаптација (1972); „Даћу му понуду коју не може да одбије“. Амерички филмски институт је рангирао као други најзначајнији кинематографски цитат у скупу цитата AFI's 100 Years...100 Movie Quotes (2005) од стране Америчког филмског института.